# Психопластогени
Психопластогени — група лікарських засобів, які мають швидкий і тривалий вплив на структуру та функцію нейронів — посилюють нейропластичність, і застосовуються для прояву терапевтичної користі після одноразового застосування.
Було ідентифіковано кілька існуючих психопластогенів і продемонстровано їх терапевтичні ефекти; деякі з них зараз знаходяться на різних стадіях розробки.
Сполуки такого типу досліджуються як терапевтичні засоби для різноманітних розладів мозку, включаючи депресію, залежність і посттравматичний стресовий розлад. Здатність швидко сприяти змінам в нейронних ланцюгах, ансамблях та мережах за допомогою механізмів нейропластичності є основною терапевтичної активності і механізму дії психопластогенів.

## Етимологія та номенклатура
Термін психопластоген походить від грецького кореня psych (розум), - plast (ліплений), і - gen (продукує) і охоплює різноманітні хемотипи та рецепторні мішені.
Він був запропонований Девідом Е. Олсоном у співпраці з Валентиною Попеску з Каліфорнійського університету в Девісі.
Термін нейропластоген іноді використовується як синонім психопластогену, особливо коли йдеться про біологічний субстрат, а не про терапевтичний.

## Хімія
Психопластогени мають різноманітні хемотипи, але, за визначенням, є малими молекулами.

## Фармакологія
Психопластогени проявляють свою дію, сприяючи структурній і функціональній нервовій пластичності через різні мішені, включаючи, але не обмежуючись ними, 5-HT2A, NMDA і мускаринові рецептори. Хоча кожна сполука може мати різний профіль зв’язування з рецепторами, передача сигналів, ймовірно, конвергується в шляхах тирозинкінази B (TrkB) і мішені рапаміцину (mTOR) у ссавців.
Через їх швидкий і тривалий ефект психопластогени потенційно можуть застосовуватися одноразово чи періодично.
Крім ефектів посилення нейропластичності, ці сполуки можуть мати інші епіфеномени, включаючи седативний ефект, дисоціацію та галюцинації.

## Медичне використання
Управління з контролю за якістю харчових продуктів і медикаментів США (FDA) надало статус «проривної терапії» псилоцибіну для лікування резистентної депресії і великого депресивного розладу у 2019 році, і також статус «проривної терапії» МДМА для лікування посттравматичного стресового розладу (ПТСР) у 2017 році. Статус «проривної терапії» пришвидшує дослідження ліків, якщо попередні клінічні дані показують, що вони можуть бути значно ефективнішими, ніж терапії, які вже доступні. У 2023 році, наприклад, MDMA був легалізований в Австралії, разом з псилоцибіном, для лікування ПТСР і депресії відповідно.
Кілька психопластогенів були схвалені або знаходяться в стадії досліджень для лікування різноманітних розладів мозку, пов’язаних з нейрональною атрофією, де нейропластичність може викликати позитивні ефекти.
Ескетамін, який продається під торговою маркою Spravato і виробляється Janssen Pharmaceuticals, був схвалений FDA в березні 2019 року для лікування резистентної до лікування депресії. Ескетамін є S(+)- енантіомером кетаміну і функціонує як антагоніст рецептора NMDA.
Досліджується можливість використання психоделіків та психопластогенів у нейрореабілітації, зокрема, після травм мозку, та в лікуванні психічних розладів, завдяки посиленню ними нейропластичності та деяким іншим механізмам.

## Клінічні дослідження
Інші психопластогени, які досліджуються в клініці, включають:
- Психотерапія за допомогою MDMA досліджується для лікування посттравматичного стресового розладу.[23][24] Нещодавнє плацебо-контрольоване дослідження фази 3 виявило, що 67% учасників у групі MDMA+терапії більше не відповідали діагностичним критеріям посттравматичного стресового розладу.[23] MDMA-асистована психотерапія також зараз проходить фазу 2 випробувань для розладів харчової поведінки[25], тривоги, пов’язаної з хворобою, що загрожує життю[26], та соціальної тривожності у дорослих з аутизмом.[27]
- Псилоцибін, сполука в псилоцибінових грибах, яка служить проліками для псилоцину, наразі досліджується в клінічних випробуваннях психоделічної психотерапії для різноманітних нервово-психічних розладів. На сьогоднішній день дослідження вивчили корисність псилоцибіну при різноманітних захворюваннях, включаючи резистентну до лікування депресію[28][29], залежність від куріння[30][31], нервову анорексію[32][33], а також тривожність і депресію у людей з діагнозом рак.[34]
- Рапастинел, сполука, яка посилює опосередковану NMDAR нервову пластичність, була досліджена для лікування депресії. Станом на 2015 рік препарат отримав докази концепції II фази як антидепресант швидкої дії, не викликаючи кетаміноподібних психотоміметичних або інших значних побічних ефектів.[35]
- ЛСД тестується у фазі 2 випробувань на кластерні головні болі та тривогу.[36]
- ДМТ вивчається для терапії депресії та ішемії головного мозку (інсульту).[37][38] ДМТ, як ендогенний ліганд сигма-1 рецепторів (Sig-1Rs), є ефективним проти системної гіпоксії. Дослідження демонструють, що ДМТ зменшує кількість апоптичних і ферроптотичних клітин у передньому мозку ссавців і підтримує виживання астроцитів в ішемізованому середовищі. Згідно з цими даними, ДМТ можна розглядати як допоміжну фармакологічну терапію при лікуванні гострої церебральної ішемії.[39] SPL026 (ДМТ фумарат) зараз проходить фазу II клінічних випробувань, щоб дослідити його використання разом із підтримуючою психотерапією як потенційне лікування великого депресивного розладу.[40] Крім того, проводиться дослідження безпеки, щоб дослідити наслідки поєднання антидепресантів із SPL026.[41]Дослідження 2020 року in vitro та in vivo показали, що ДМТ, який присутній у настої аяуаски, сприяє нейрогенезу.[42]
- 5-MeO-DMT вивчається для терапії депресії та розладів харчової поведінки.[43]
- Ібогаїн і норибогаїн досліджуються в терапії залежності.[44][45][46]